# 印第安維爾斯 (加利福尼亞州克恩縣)
印第安維爾斯（英語：Indian Wells）是位於美國加利福尼亞州克恩縣的一個非建制地區。該地的面積和人口皆未知。

## 地理
印第安維爾斯的座標為35°39′55″N 117°52′23″W / 35.66528°N 117.87306°W，而該地的平均海拔高度為841米（即2759英尺）。